# Wisden Group
Le Wisden Group était un holding financier créé par la société John Wisden & Co Ltd, éditeur du Wisden Cricketers' Almanack. 

## Historique
Le groupe comprenait le magazine The Wisden Cricketer (créé en 1864), le site internet Cricinfo et le système informatisé Hawk-Eye de poursuite de balle utilisé dans le cricket, le tennis et d'autres sports, ainsi que le magazine britannique The Oldie, destiné à la population âgée.
Sir Paul Getty a présidé le directoire de John Wisden & Co de 1993 à sa mort en 2003, et a été remplacé par son fils Mark.

### Dissolution
Le groupe a été dissous en 2007 avec la vente du The Wisden Cricketer à BSkyB, du magazine The Oldie à un groupe d'investisseurs dirigés par James Pembroke ancien directeur, et la vente de Cricinfo à ESPN. La société John Wisden & Co a elle été vendue en 2008 à A&C Black. Le système Hawk-Eye a été récupéré par le principal actionnaire du Wisden Group, Mark Getty. 